# Hans Henrik Engqvist
Hans Henrik Engqvist (12. august 1912 i København – 28. april 2003) var en dansk restaureringsarkitekt, gift med keramikeren Lisa Engqvist. Han har øvet en stor indflydelse på restaureringsfaget i Danmark, både gennem sit omfattende praktiske virke med restaurering af huse og sin forfattervirksomhed.

## Uddannelse
Han var søn af civil- og baneingeniør, senere banechef Thorvald Engqvist og Hedda Emilie Nikoline Helsengreen, tog realeksamen fra Gentofte Statsskole 1930 og gik på Kunstakademiets Arkitektskole 1931-38. I studietiden var han ansat hos Hos Mogens Clemmensen 1933-38, hvilket kom til at præge hans interesser i retning af bygningsundersøgelser og -opmåling. Engqvist var hos Thomas Havning 1938-41.

## Virke
Han drev egen tegnestue fra 1941, 1960-70 sammen med Karsten Rønnow.
Engqvist har været lærer på Kunstakademiets Arkitektskole fra 1938, docent ved afd. for nordisk arkitekturhistorie og opmåling 1957-82 samt arkitekt for Den Gamle By, Århus sammen med Aksel Skov 1941-60. Han har været leder af adskillige bygningshistoriske undersøgelser, bl.a. for Nationalmuseet 1940-56, konsulent for Det Særlige Bygningssyn fra 1946, leder af Kunstakademiets studier af byer og bygningskunst på de tidligere dansk-vestindiske øer 1960-61. Han har været medlem af Det Særlige Bygningssyn 1980-83 og har været redaktør af serien Bygningsarkæologiske Studier fra 1984. 
I sit virke som restaureringsarkitekt har han forenet den kunstneriske indstilling med antikvarisk pietetsfølelse. Hans opgaver har bl.a. omfattet utallige borgerhuse samt herregårde såsom Hesselagergård, Gammel Estrup, Tybjerggård, Gammel Estrup, Nørre Vosborg, Ørbæklunde og Holmegård samt kirker og præstegårde. Ofte han han stået for nybyggeri, der skulle tilpasses ældre bebyggelse i bykernerne. Engqvist har skrevet bl.a. Dansk Stilhistorie (1943), Københavnske Borgerhuse (1948) og Sønderjyske byer (1951) samt flere specialstudier, fx Kong Hans' Vingård (1951) og Tjele (1974). 

## Hæder
Han har modtaget legat fra Glashandler Johan Franz Ronges Fond 1937, Akademiets stipendium 1940, 1942, 1946 og 1948-49, støtte fra Ny Carlsbergfondet 1953-54 og 1964-65, Statens Videnskabsfond 1963-66. For disse midler har han berejst det meste af Europa samt Danmarks tidligere kolonier. 1975 blev han belønnet med Eckersberg Medaillen. Han var Ridder af Dannebrog. Han har været medlem af bestyrelsen for Foreningen til Gamle Bygningers Bevaring og er æresmedlem af Antikvarisk Selskab i Ribe.
Han blev gift 15. juni 1935 i Gentofte med keramikeren Hedvig Elisabeth Birgitte Hesler (5. maj 1914 i Firenze – 4. november 1989 i Gentofte), datter af eksam. faglærerinde Anna Gunhilde Andersen Hesler.